# Soienmägg
Soienmägg är ett naturreservat i Torsby kommun i Värmlands län.
Området är naturskyddat sedan 2006 och är 61 hektar stort. Reservatet omfattar västsluttningar ner till Dypån med mindre våtmarker. Reservatet består av gammal barrskog. 